# Yo soy Weichafe
Yo soy Weichafe es el quinto disco de la banda chilena Weichafe. Es el primer y único álbum CD-DVD y en vivo del grupo, mostrando los grandes éxitos en sus 11 años de vida, antes de su receso en 2008, así como el último con su baterista y miembro fundador Mauricio Hidalgo, quien se retiró en el 2015.

## Lista de canciones
| N.º | Título                              | Duración |  |
| 1.  | «Salvador.»                         |          |  |
| 2.  | «Opción Laverna.»                   |          |  |
| 3.  | «Pichanga.»                         |          |  |
| 4.  | «Me voy a encerrar.»                |          |  |
| 5.  | «Pájaros de papel.»                 |          |  |
| 6.  | «Pan de la tarde.»                  |          |  |
| 7.  | «Tres puntas.»                      |          |  |
| 8.  | «Ripio y soledad.»                  |          |  |
| 9.  | «Dios es solo para algunos.»        |          |  |
| 10. | «De espaldas a Cielo.»              |          |  |
| 11. | «Las cosas simples.»                |          |  |
| 12. | «Tierra oscura del sol.»            |          |  |
| 13. | «Sí, me saqué los dientes.»         |          |  |
| 14. | «Cuesta respirar.»                  |          |  |
| 15. | «Suicidio general.»                 |          |  |
| 16. | «Respiro la luz del sol.»           |          |  |
| 17. | «No es malo.»                       |          |  |
| 18. | «Festín de muecas.»                 |          |  |
| 19. | «Hazme dormir.»                     |          |  |
| 20. | «Perros callejeros.» ((Bonus Tack)) |          |  |

- Datos: Q6170133